# Кувырок

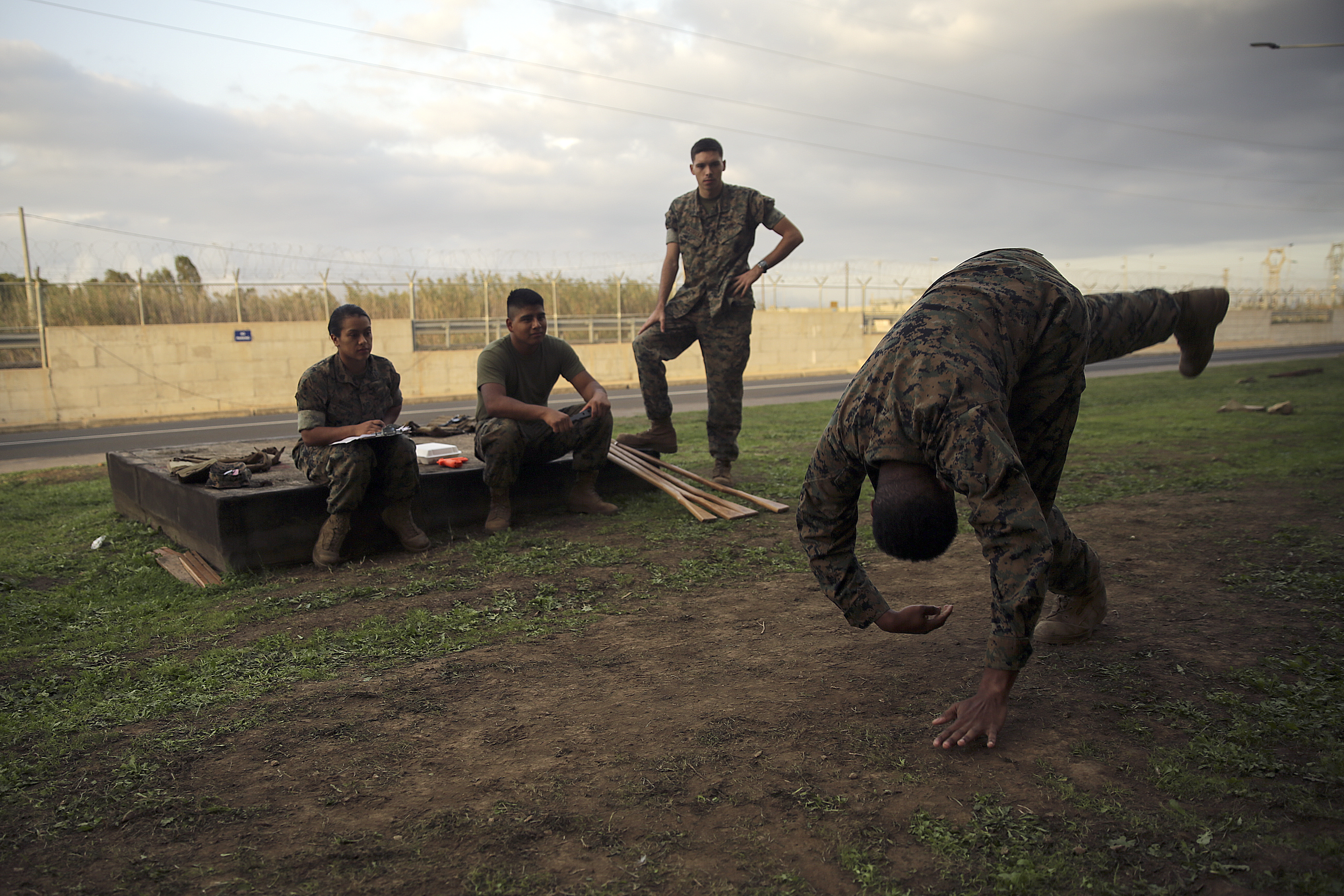
Кувырок с опорой на руку и самостраховкой

Кувыро́к — переворот через голову на поверхности (кувырок в воздухе называется «сальто»). Во время некоторых кувырков необходимо группироваться. При исполнении этого элемента акробатики напрягается спина, поэтому исполнять его следует на мягкой поверхности. Кувырок является базовым гимнастическим упражнением.

## Виды кувырков
Существуют 3 вида кувырков:
1. Вперёд — кувырок исполняется из упора, присев, путём переката. Группировка выполняется сразу после начала кувырка.
2. Назад — кувырок также исполняется из упора, присев, путём переката. Группировка бывает двух видов — в кувырке вперёд или в сальто назад.
3. Боковой — кувырок исполняется с чуть согнутых ног путём перехода в стойку на ноги. Группировка не выполняется. Ноги во время кувырка либо остаются чуть согнутыми, либо становятся как в двух основных кувырках.

Есть ещё один вид кувырка, в котором не нужно переворачиваться через голову, а просто сделать поворот на 180° лёжа на поверхности (оборот на поверхности).

### Возвращение
- В «берёзку»,
- Поперечный шпагат,
- Упор лёжа (только кувырок назад),
- В стойку на ноги (путём толчка),
- В стойку на ноги (путём обычного возвращения в стойку, только кувырок назад).

### Начало
Можно также начинать:
- С прыжка (0,5 сальто в кувырок, применимо только к кувырку вперёд),
- С сальто (1,5 или 2,5 сальто в кувырок, применимо только к кувырку вперёд).